# Campeonato Europeo de Vóley Playa de 2011
El XIX Campeonato Europeo de Vóley Playa se celebró en Kristiansand (Noruega) entre el 9 y el 14 de agosto de 2011 bajo la organización de la Confederación Europea de Voleibol (CEV) y la Federación Noruega de Voleibol.
Las competiciones se realizaron en un estadio construido temporalmente en el centro de la ciudad noruega.

## Medallistas
| Evento            | Oro                                        | Plata                                       | Bronce                                            |
| ----------------- | ------------------------------------------ | ------------------------------------------- | ------------------------------------------------- |
| Masculino (14.08) | Julius Brink · Jonas Reckermann · Alemania | Jonathan Erdmann · Kay Matysik · Alemania   | Reinder Nummerdor · Richard Schuil · Países Bajos |
| Femenino (13.08)  | Greta Cicolari · Marta Menegatti · Italia  | Barbara Hansel · Sara Montagnolli · Austria | Sara Goller · Laura Ludwig · Alemania             |

## Medallero
| Núm. | País         | Oro | Plata | Bronce | Total |
| ---- | ------------ | --- | ----- | ------ | ----- |
| 1    | Alemania     | 1   | 1     | 1      | 3     |
| 2    | Italia       | 1   | 0     | 0      | 1     |
| 3    | Austria      | 0   | 1     | 0      | 1     |
| 4    | Países Bajos | 0   | 0     | 1      | 1     |
|      | TOTAL        | 2   | 2     | 2      | 6     |